# Завод котунів у Порт-Латта

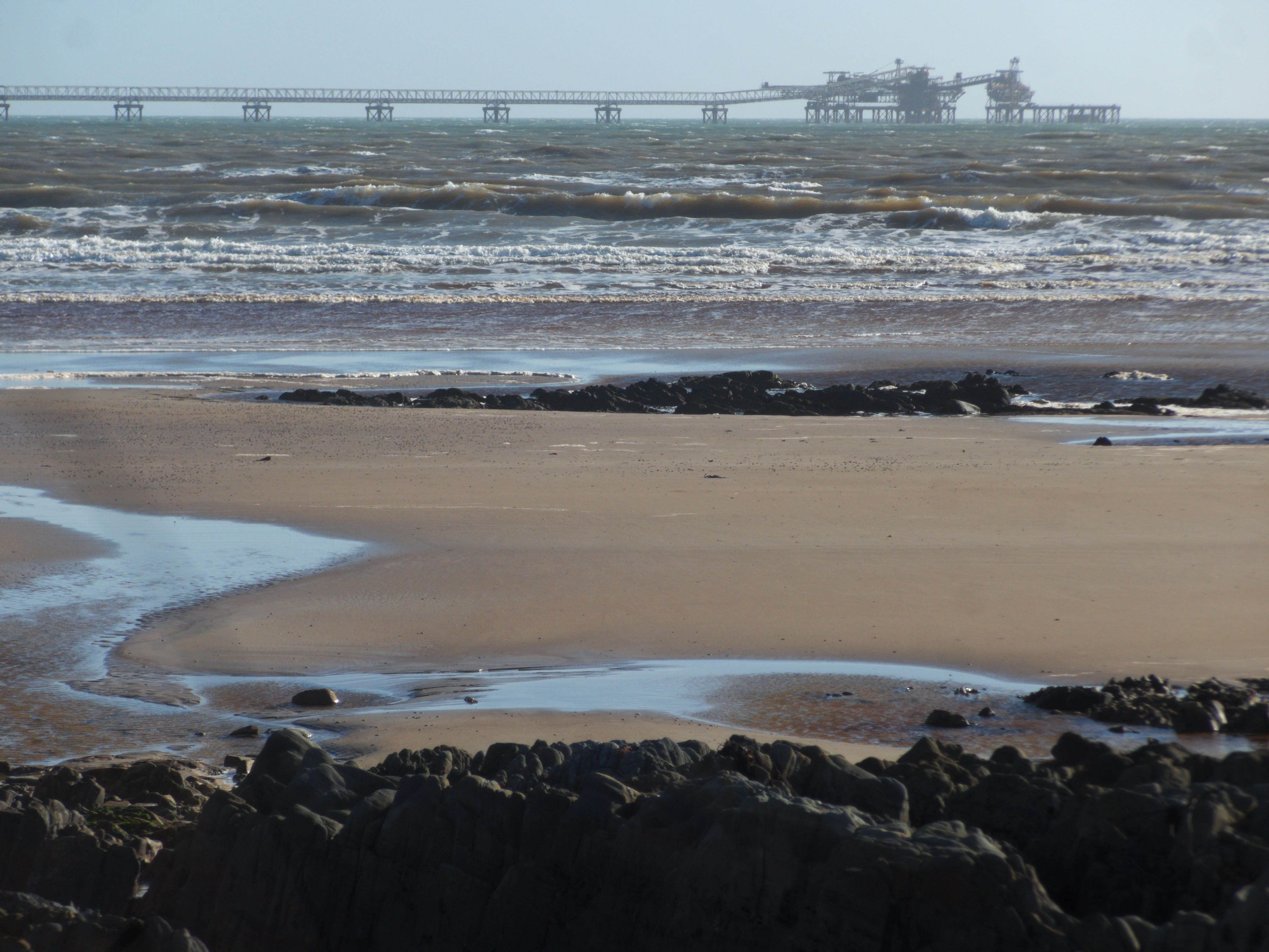
Причальний комплекс заводу

Завод котунів у Порт-Латта – виробничий майданчик на австралійському острові Тасманія.
Завод почав роботу в 1967-му, а відвантаження першої партії котунів припало на 1968 рік. Необхідний залізорудний концентрат отримують по пульпопроводу Севідж-Рівер – Порт-Латта з рудника Севідж-Рівер.
Проєктну потужність майданчика визначили як 2,5 млн тонн і за перші два десятиліття експлуатації він виробив 45 млн тонн котунів. У 1990-му на тлі вичерпання первісно запланованих до вилучення запасів Севідж-Рівер річну потужність майданчика в Порт-Латта знизили до 1,5 млн тонн на рік. Втім, надалі модернізація Севідж-Рівер дозволила знову збільшити обсяги виробництва. Зокрема, відомо, що в 2006/2007 фінансовому році продали 1,78 млн тонн котунів, в 2011/2012-му цей показник досягнув 1,97 млн тонн, а у 2014-му виготовили 2,34 млн тонн котунів.
З 2003-го печі заводу перевели на природний газ, який почав надходити по трубопроводу Лонгфорд-Гобарт – Порт-Латта.
Вивозять продукцію через власний причал, винесений у море на 1,6 кілометра. Транспортування продукції по причалу забезпечують за допомогою конвеєра, а завантаження провадять дві машини продуктивністю по 2,5 тисячі тонн на годину. Причал може обслуговувати судна класів Handymax та Panamax. 
Покупцями продукції первісно виступали заводи Австралії, Японії та Південної Кореї. Станом на початок 2010-х котуни відвантажувались до Китаю, хоча певні обсяги й далі отримувала австралійська BlueScope Steel (яка має металургійні комбінати у Ваяллі та Порт-Кембла).